# Peñarrubia (Espagne)
Pour l’article homonyme, voir Peñarrubia (Philippines).
Peñarrubia est une commune espagnole située dans la communauté autonome de Cantabrie.

## Géographie
Les 380 habitants (en 2006) de Peñarrubia se répartissent entre plusieurs hameaux :
- Caldas, 20 h ;
- Cicera, 69 h ;
- La Hermida, 94 h ;
- Linares (siège administratif), 76 h ;
- Navedo, 49 h ;
- Piñeres, 53 h ;
- Roza, 19 h ;
- Urdón, hameau abandonné.